# Little Miss Rhythm And Blues / Here I Am
A lemez a Bee Gees és Trevor Gordon közös lemeze. A dal előadója Trevor Gordon, a későbbi Marbles együttes énekese, a vokálban Robin Gibb énekével. A dalok szerzője Barry Gibb, a The Bee Gees a kísérőzenekar. (valószínűleg Maurice Gibb orgonán kísér).

## Közreműködők
- Trevor Gordon – ének
- Robin Gibb – ének
- stúdiózenészek: dob, gitár, basszusgitár, zongora, orgona

## A lemez dalai
A oldal: Little Miss Rhythm And Blues (Barry Gibb) (1965), mono 2:14, ének: Trevor Gordon

B oldal: Here I Am (Barry Gibb) (1965), mono 1:57, ének: Trevor Gordon